# Garcinia amplexicaulis
Garcinia amplexicaulis là một loài thực vật có hoa trong họ Bứa. Loài này được Vieill. ex Pierre mô tả khoa học đầu tiên năm 1883.